# Bărkacevo, Vrața
Bărkacevo (în bulgară Бъркачево) este un sat în comuna Beala Slatina, regiunea Vrața,  Bulgaria. 

## Demografie
Componența etnică a satului Bărkacevo
     Bulgari (61,52%)
     Romi (28,28%)
     Nicio identificare (10,18%)
     Altele (0%)
La recensământul din 2011, populația satului Bărkacevo era de 707 locuitori. Din punct de vedere etnic, majoritatea locuitorilor (61,52%) erau bulgari, cu o minoritate de romi (28,28%). Pentru 10,18% din locuitori nu este cunoscută apartenența etnică.